# Kovalevisargidae
Famille
Les Kovalevisargidae sont une famille fossile d'insectes diptères brachycères,. 

## Présentation
Ces mouches ont vécu de la fin du Jurassique moyen (Callovien supérieur) jusqu'au milieu du Jurassique supérieur (Kimméridgien), à une période estimée entre 165 et 153 Ma (millions d'années). Leurs fossiles ont été découverts dans le Nord-Est de la Chine dans les bancs de Daohugou de la formation de Tiaojishan et au Kazakhstan dans la formation géologique de Karabastau.

## Classification
Les Kovalevisargidae sont rattachés à la super-famille éteinte des Archisargoidea,,.

## Liste des genres et espèces
- †Kerosargus Mostovski 1997
  - †Kerosargus argus Mostovski 1997 Karabastau Formation, Kazakhstan, Oxfordien
  - †Kerosargus sororius Zhang 2011 Daohugou, China, Callovien
- †Kovalevisargus Mostovski 1997
  - †Kovalevisargus brachypterus Zhang 2011 Daohugou, China, Callovian
  - †Kovalevisargus clarigenus Mostovski 1997 Karabastau Formation, Kazakhstan, Oxfordian
  - †Kovalevisargus haifanggouensis Zhang 2014[6] Haifanggou Formation, China, Callovian/Oxfordian
  - †Kovalevisargus macropterus Zhang 2011 Daohugou, China, Callovian